# Łunochod 201

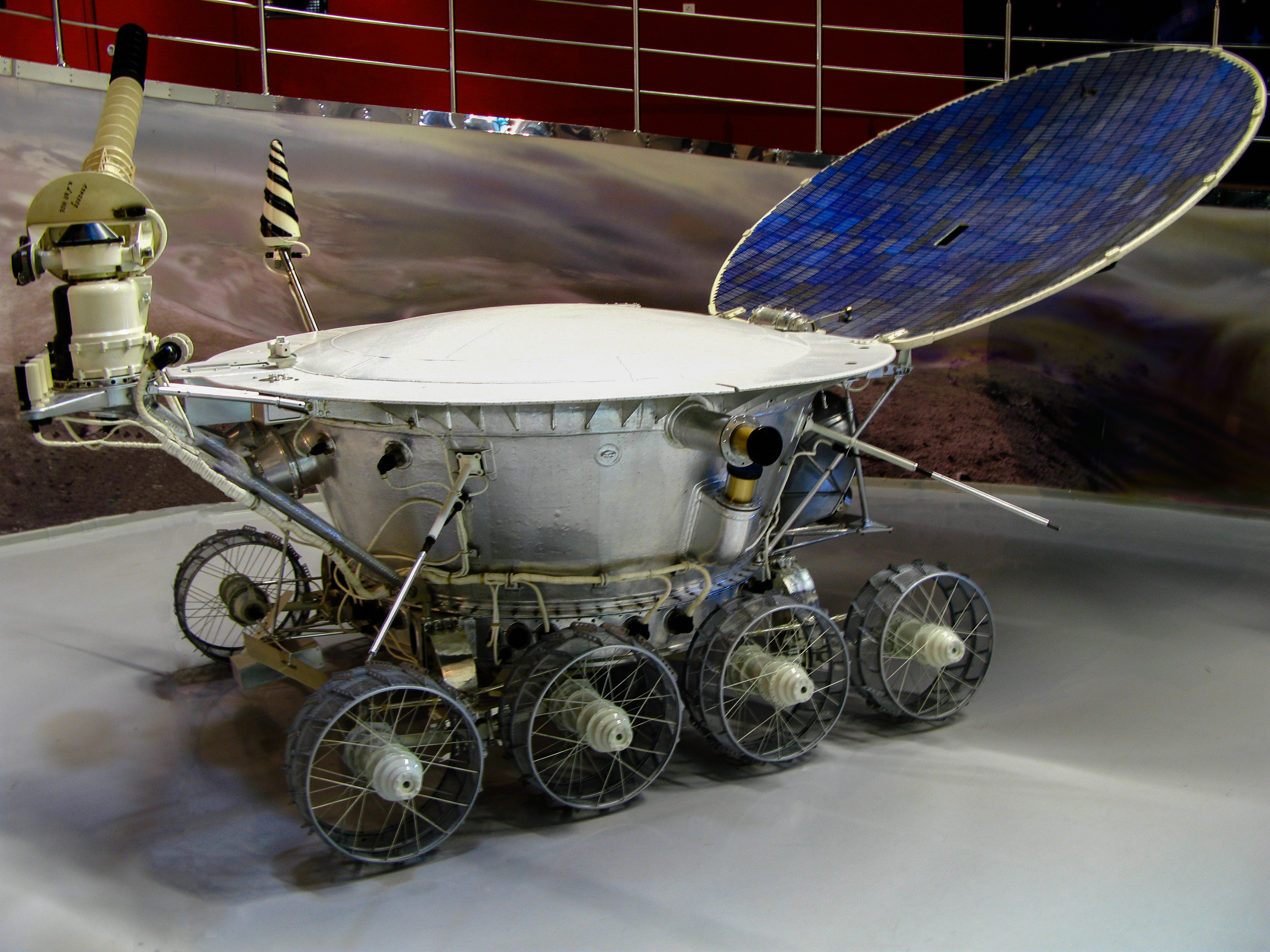
Model pojazdu Łunochod

Łunochod 201 (ros. Луноход - Chodzący Po Księżycu) – radziecki łazik księżycowy, siostrzany pojazd Łunochoda 1 i 2. Wystrzelony ponad półtora roku przed Łunochodem 1; misja zakończyła się niepowodzeniem.
Pojazdy serii Łunochod są spadkobiercami niezrealizowanego projektu L2 Siergieja Korolowa z 1963 roku. Dwa lata później w biurze konstrukcyjnym Korolowa ukończono projekt sondy kosmicznej typu E-8 i łazika, a w tym samym roku prace konstrukcyjne nad bezzałogowymi pojazdami księżycowymi przejął Instytut Ławoczkina. Tam projekt został dopracowany i zmodyfikowany – jedno z ulepszeń polegało na przystosowaniu łazika do wyniesienia na orbitę za pomocą rakiety Proton.
19 lutego 1969 roku odbyło się pierwsze wystrzelenie aparatu E-8 z pierwszym Łunochodem na pokładzie – Łunochodem 201 (NASA nadała sondzie nazwę Łuna 1969A). Jednak awarii uległ rakietowy silnik wspomagający pierwszego stopnia – o godzinie 9:48 czasu lokalnego rakieta spadła na ziemię w odległości 15 kilometrów od kosmodromu; Łunochod 201 został zniszczony.